# Tomek u źródeł Amazonki
Tomek u źródeł Amazonki – siódmy tom cyklu książek Alfreda Szklarskiego o przygodach Tomka Wilmowskiego i jego przyjaciół, po raz pierwszy wydany w 1967 roku, a później wielokrotnie wznawiany.

## Fabuła
Pierwsze rozdziały opisują pogoń Smugi za mordercami Johna Nixona, kierownika plantacji kauczukowca. Smuga, znad Rio Putumayo, rusza w pościg do Peru, gdzie znika bez śladu.
W poszukiwaniu Smugi do Brazylii przyjeżdżają, na wezwanie Zbyszka i Nataszy, Tomek Wilmowski, jego żona Sally i kapitan Tadeusz Nowicki. Wspólnie wyruszają w górę rzeki, razem z przewodnikiem, którego Smuga odprawił od siebie. Po wielu problemach grupa poszukiwawcza kierowana przez Tomka odnajduje przyjaciela, który został uwięziony przez buntowniczych Indian z plemienia Kampów w zaginionym inkaskim mieście. Niestety, ekipa ratunkowa sama zostaje schwytana przez Kampów i dopiero akcja Smugi umożliwia im ucieczkę. Sam Smuga musi zostać jako więzień-wódz Indian, szykujących się do powstania. Na ochotnika do pomocy zostaje z nim kapitan Nowicki.
Tomek u źródeł Amazonki trochę różni się od pozostałych tomów. Jest najbardziej brutalny, ginie w nim najwięcej ludzi, bo łącznie aż 7 z imieniem własnym (John Nixon, Mateo, Kampa, żona Kampy, Cabral, Jose, Kapłan Kampów) i sporo anonimowych. Jako jedyna ma otwarte zakończenie i stanowi zamkniętą całość dopiero razem z następnym tomem Tomek w Gran Chaco.

## Spis rozdziałów
1. Napad o świcie
2. Pedro Alvarez atakuje!
3. Na tropie zdrady
4. Spotkanie z Indianami Tikuna
5. Na Rio Putamayo
6. Łowcy głów
7. Tchnienie śmierci
8. Upiorny las
9. Tomek przybywa do Brazylii
10. Na Amazonce
11. Spotkanie z przyjaciółmi
12. Nocna wyprawa
13. Dramatyczna walka
14. W obozie zbieraczy kauczuku
15. Polacy w Brazylii
16. Cubeo – „ludzie, których nie ma”
17. Pożegnalna uczta
18. Kraj złota i słońca
19. Umierający Kampa
20. Droga do ruin miasta
21. Gniew bogów
22. Krwawa ofiara
23. Ucieczka

## Kontynuacja
Dla fanów cyklu książek, na bieżąco śledzących losy bohaterów, dużym problemem mógł być fakt, że kontynuacja książki, powieść Tomek w Gran Chaco, została wydana dopiero w dwadzieścia lat po niniejszej.